# Kanada na Letních olympijských hrách 1952
Kanada se účastnila Letní olympiády 1952 ve finských Helsinkách. Zastupovalo ji 107 sportovců (97 mužů a 10 žen) ve 13 sportech.

## Medailisté
| Medaile | Jméno                       | Sport             | Soutěž           |
| ------- | --------------------------- | ----------------- | ---------------- |
| Zlato   | George Genereux             | Sportovní střelba | Muži trap        |
| Stříbro | Kenneth Lane Donald Hawgood | Kanoistika        | Muži C-2 1 000 m |
| Stříbro | Gerald Gratton              | Vzpírání          | Muži do 75 kg    |